# 哥斯達黎加國家體育場 (1924)
哥斯達黎加國家體育場（西班牙語：Estadio Nacional de Costa Rica）是位於哥斯達黎加首都聖荷西的綜合體育場，主要舉行足球比賽。
體育場於1924年啟用，並曾於1941年至1999年期間用作哥斯達黎加國家足球隊的主場。新的國家體育場於2011年落成。

## 外部連結
- World Stadiums page 的存檔，存档日期2009-02-03.
- Fussballtempel.net - Photo gallery